# أوسكار إف. ماير
أوسكار إف. ماير (بالإنجليزية: Oscar Mayer)‏ هو رائد أعمال أمريكي، ولد في 29 مارس 1859 في نيرسهايم في ألمانيا، وتوفي في 11 مارس 1955 في شيكاغو في الولايات المتحدة.

## وصلات خارجية
- أوسكار إف. ماير على موقع إن إن دي بي (الإنجليزية)